# Иван Иванов (политик, р. 1975)
Иван Валентинов Иванов е български юрист и политик от БСП - Обединена левица.

## Биография
Иван Иванов е роден на 13 август 1975 г. в гр. Шумен.
Завършва средното си образование в гр. Шумен в ГПЧЕ „Никола Й. Вапцаров“ с английски, немски и руски език. През 1999 г. придобива магистърска степен по история в Софийския университет, а през 2006 г. и магистърска степен по право във Великотърновския университет. През 2000 г. завършва Школата за запасни офицери в гр. Шумен. През 2016 г. защитава докторска степен по история, а от 2018 г. е доктор на науките по управление на информационни процеси.
Има юридически опит като юрисконсулт и адвокат и административен като общински съветник.
Народен представител в XLII, XLIII, XLIV, XLV, XLVI и XLVII народно събрание от листите на „Коалиция за България“, „БСП лява България“ и „БСП за България“. Като депутат е член и заместник-председател на Комисията по европейски въпроси и контрол на европейските фондове и Комисията по вътрешна сигурност и обществен ред, както и член на Комисията по правни въпроси.
На 13 декември 2021 г. е избран за министър на земеделието в правителството на Кирил Петков. На 2 август 2022 г. е заменен от Явор Гечев – министър в служебния кабинет на Гълъб Донев.
На 16 януари 2025 г. е избран за министър на регионалното развитие и благоустройството в правителството на Росен Желязков.